# 美国癌症研究协会
美国癌症研究协会（英語：American Association for Cancer Research）是一个美国主要研究癌症的医学协会，也是世界上最大和最古老的癌症研究专业协会。

## 历史
1907年由11位医学家创建于美国华盛顿哥伦比亚特区，截至2020年协会拥有超过42,000名会员，分布在120多个国家与地区。有发行期刊《癌症流行病学、生物标记与预防》。

## 延伸阅读
- Westwell, Andrew D. . Drug Discovery Today. Conference report 10 (16) (AACR 2005 Annual Meeting, Anaheim, California). August 2005: 1082–1083. doi:10.1016/S1359-6446(05)03529-4.